# Parc de la Citadelle (Strasbourg)
Pour l’article homonyme, voir Parc de la Citadelle.
Le parc de la Citadelle est un parc public de la ville de Strasbourg situé à l'emplacement de l'ancienne citadelle dans le quartier de l'Esplanade .

## Le parc

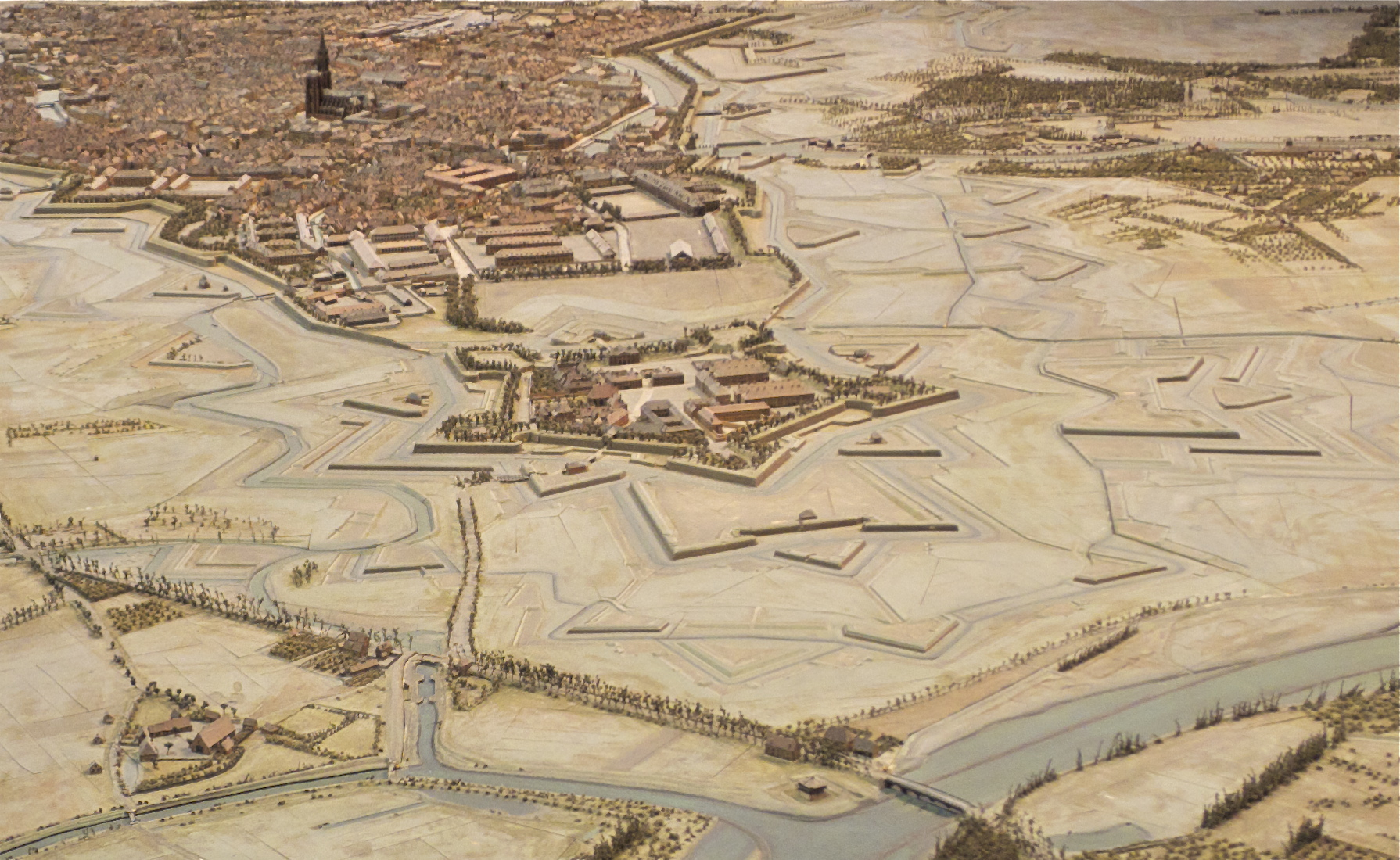
Plan-relief de la citadelle de Strasbourg (plan de 1832 mis à jour en 1863).

Le parc se trouve dans le quartier de l'Esplanade, à l'est de la ville en bordure des bassins du port et fait partie du quartier plus vaste Bourse - Esplanade - Krutenau. Le parc a été aménagé en 1964 autour des vestiges de la citadelle construite par Vauban à partir de 1681 et dont il reste deux branches (la forteresse étant en forme d'étoile) ainsi qu'une barbacane et quelques fossés faisant office de douves. Le quartier de l'Esplanade est construit sur l'emplacement de la citadelle, qui à son époque était la pièce maîtresse des fortifications de la ville. 
En 2009 et 2010, le parc accueille le festival musical et culturel Interférences, qui avait lieu début septembre. On y trouve également une aire de jeux aquatiques - "l'Oasis" - et des terrains de sports.

## Voir aussi

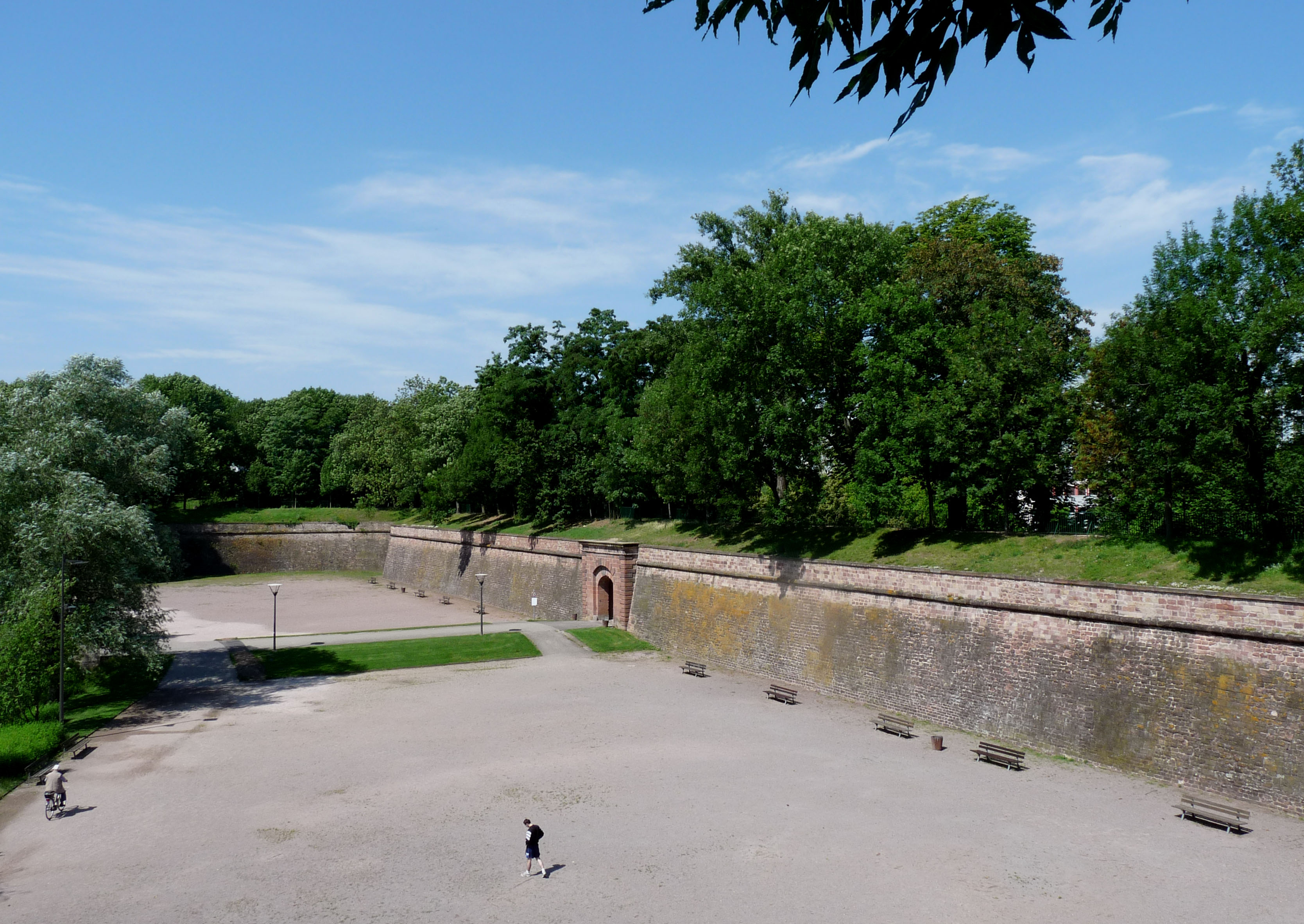
Enceinte fortifiée.